# Gullivar Jones sur Mars
Gullivar Jones sur Mars (titre original : Lieut. Gullivar Jones: His Vacation) est un roman de science-fiction de l'écrivain anglais Edwin Lester Arnold (né Edwin Lester Linden Arnold) publié en 1905.
Le roman est publié en langue française pour la première fois en 2025 par les Éditions Rivière Blanche.

## Contexte[3]
En 1877, l'astronome Giovanni Virgino Schiaparelli observe de longues lignes noires à la surface de Mars. D'abord appelées « canali » (chenal) on finit par les nommer « canaux ». En 1900 Percival Lowell a référencé plus de 400 canaux. Mais au cours des années 1900, cette théorie sera réfutée. Il semblerait que l'observation de canaux soit avant tout due à l'utilisation d'un matériel de mauvaise qualité.
Si l'observation erronée des canaux de Mars a pu déboucher sur l'écriture de L'Homme de Mars une nouvelle de Guy de Maupassant en 1889, puis de Intelligence of Mars un article de H. G. Wells en 1896, et de son roman La Guerre des mondes en 1898, c'est ensuite au tour d'Edwin Lester Linden Arnold d'imaginer la vie sur Mars. Il est par la suite imité par Edgar Rice Burroughs pour son cycle de Mars (à l'origine Under the moon of Mars) - sans en être une copie parfaite - tel qu'on peut le lire dans les prémisses du roman d'Edwin Lester Linden Arnold :
"[...] Lieut. Gullivar Jones: His Vacation the interplanetary romance that is often considered the very inspiration of the John Carter saga written by Edgar Rice Burroughs."
Qui se traduit par :
"[...] Lieut. Gullivar Jones: His Vacation, la romance interplanétaire souvent considérée comme l’inspiration même de la saga John Carter écrite par Edgar Rice Burroughs."

## Résumé
Gullivar Jones, militaire américain de la Navy, rencontre une nuit un homme étrange. Il semble tombé du ciel avec un grand tapis. L'homme décède et Gullivar garde le tapis. Plus tard, il exprime le désir de visiter Mars. Le tapis l'enveloppe et le transporte jusqu'à cette destination. 
Sur place, Gullivar doit apprendre à vivre dans une société où les coutumes lui sont étrangères. Alors qu'une princesse autochtone, dont il s'est rapproché, est enlevée, Gullivar Jones part à l'aventure pour la délivrer.

## Adaptations
- Gullivar Jones, Warrior of Mars avec Roy Thomas au scénario et Gil Kane au dessin pour les deux premiers tomes, puis Tony Isabella au scénario et David Cockrum et George Perez au dessin pour les tomes suivants, est un comics dont les premiers épisodes sont publiés en 1972, adaptant les aventures de Gullivar en faisant de lui un vétéran du Vietnam.
- The league of extraordinary gentlemen volume 2 avec Allan Moore au scénario et Kevin O'Neil au dessin, est un comics publié en 2003. Ce scénario est introduit par une séquence dans laquelle Gullivar Jones et John Carter affrontent les tripodes de H. G. Wells.
- Edgar Allan Poe sur Mars: les autres aventures de Gullivar Jones de Jean-Marc Lofficier et Randy Lofficier (2007) : Edgar Allan Poe, accompagné de Ligeia et de Gullivar Jones doit affronter Rodrick Usher qui désire dominer Mars[11].
- Warriors of Mars avec Robert Napton au scénario et Jack Jadson au dessin, est un comics publié en 2012 : Gullivar Jones et John Carter, suivant leurs propres aventures, finissent par se rencontrer sur Mars[12].